# Connor Bedard
Connor Bedard (* 17. července 2005, North Vancouver, Britská Kolumbie) je kanadský hokejový útočník hrající za tým Chicago Blackhawks v NHL. Považován za jednu z největších hokejových nadějí své generace si jej v roce 2023 jako prvního v celkovém pořadí vybrali Blackhawks v draftu NHL.

## Hráčská kariéra

### Regina Pats (2020-2023)
V březnu 2020 získal Bedard od Hockey Canada výjimečný status a v Banamovém draftu WHL v roce 2020 si ho jako prvního hráče vybral tým Regina Pats. V září 2020 byl Bedard zapůjčen do juniorského systému HV71, kde hrál až do návratu do WHL v sezóně 2020/21, která začala v březnu 2021. Jako nováček ve WHL zaznamenal Bedard v pouhých 15 zápasech 12 gólů a 16 asistencí se ziskem 28 bodů, než odjel na Mistrovství světa do 18 let v roce 2021, v důsledku čehož byl vyhlášen nováčkem roku ve Východní divizi Western Hockey League a následně získal Jim Piggott Memorial Trophy jako nováček roku WHL.
Během sezóny 2022/21 se Bedard stal nejmladším hráčem, který kdy ve WHL vstřelil 50 a více gólů v jedné sezóně. V posledním zápase základní části podařilo vstřelit 50. a 51. gól. Ročník zakončil s 51 góly a 49 asistencemi, což mu vyneslo rovných 100 bodů. Díky tomu se umístil na druhém místě v počtu gólů a na čtvrtém místě v počtu bodů v kanadském bodovaní WHL. Stal se teprve třetím šestnáctiletým hokejistou, který zvládl stobodovou sezónu ve WHL a prvním, kterému se to podařilo v 21. století.
Poté, co Bedard v úvodním zápase sezóny 2022/23 nezaznamenal ani bod, zahájil dlouhou bodovou sérii, která ho vynesla na první místo v tabulce kanadského bodování WHL. 17. listopadu se stal prvním hráčem WHL za posledních deset let, který zaznamenal dvacetizápasovou bodovou sérii v po sobě jdoucích sezónách. Bedardova přítomnost se vyznačovala tím, že přitahovala velké davy diváků na venkovní zápasy Pats, přičemž jeho vůbec první návrat do Vancouveru na zápas proti Vancouver Giants přilákal více než 5 000 fanoušků, což byl téměř dvojnásobek sezónního průměru Giants. Přestože Bedard vynechal jedenáct zápasů v prosinci a na začátku ledna během účasti na mistrovství světa juniorů, po svém návratu do sestavy 8. ledna stále vedl WHL v bodování, když čtyřmi góly a dvěma asistencemi přispěl k domácímu vítězství 6:2 nad Calgary Hitmen.
Vzhledem k tomu, že Regina Pats není považována za příliš konkurenceschopný tým a Bedard má prakticky jistotu, že v následujícím roce bude hrát v NHL, diskutovalo se v médiích před uzávěrkou obchodů ve WHL v roce 2023 o tom, zda by se ho Pats neměli pokusit vyměnit za budoucí aktiva do týmu, který se o něj uchází. Generální manažer Pats John Paddock důrazně popřel, že by taková výměna byla možná, a navíc poznamenal, že podle pravidel WHL by Bedard musel s výměnou souhlasit a „poslední slovo má Connor. Chce být hráčem Reginy Pat a dokončit kariéru v Regině, je to jasné?“

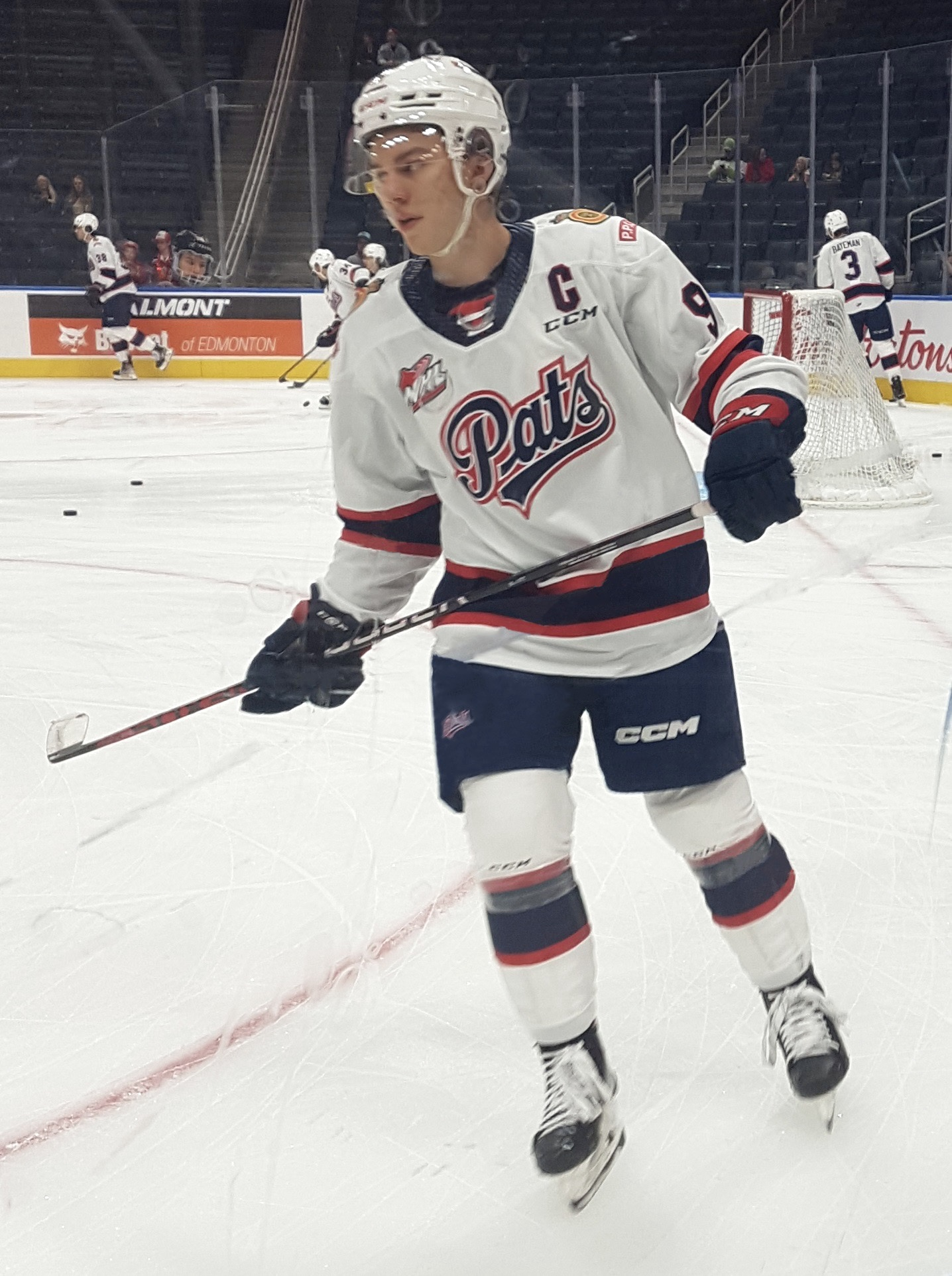
Bedard v dresu Reginy Pats (2022).

Nakonec se uzávěrka výměn obešla bez jakékoli transakce.
Bedardův status diváckého taháku byl sice patrný už na začátku sezóny, ale po jeho návratu z juniorského mistrovství světa 2023, které výrazně zvýšilo jeho reprezentační prestiž, se tento efekt výrazně zvýšil. Při lednovém výjezdu po provincii Alberta zaznamenal tým rekordní návštěvnost (7 287 diváků) v Peavey Mart Centrium týmu Red Deer Rebels, zatímco Medicine Hat Tigers vyprodali svou arénu (7 100 diváků), což znamenalo více než dvojnásobek průměrné návštěvnosti. Lethbridge Hurricanes nabídli v Enmax Centre pouze místa k stání. Pats odehráli zápas proti Hitmenům v Saddledome, domovském stánku týmu NHL Calgary Flames, který byl vysílán v celostátním televizním přenosu. Pro tuto příležitost byly k dispozici horní sedačky arény Saddledome, což vedlo k téměř rekordní návštěvnosti WHL 17 223 diváků, když sezónní průměr Hitmenů činil pouze 3500 diváků.
Bedard zakončil základní část sezony se 71 góly a 72 asistencemi v 57 zápasech a získal Bob Clarke Trophy jako nejproduktivnější hráč WHL. Se svými 143 body se stal také lídrem CHL v počtu bodů za celý ročník a stal se prvním hráčem WHL, který měl 140bodovou sezónu od sezóny 1995/96.
Tým Regina Pats se dostal do play-off WHL 2022/23 a v prvním kole se utkal s týmem Saskatoon Blades. Bedard se dvěma góly a asistencí podílel na vítězství Reginy v úvodním utkání série 6:1, což byly jeho první body v play-off v kariéře. Regina vyhrála první dva zápasy série, ale další tři zápasy v řadě prohrála. V šestém utkání si Bedard připsal gól a tři asistence, vítězství Reginy 5:3 si vynutilo sedmý zápas, nicméně Blades nakonec Pats vyřadili. Bedard v této sedmizápasové sérii zaznamenal 10 gólů a 10 asistencí, což se všeobecně považovalo za konec jeho kariéry ve WHL.

### Draft NHL 2023
O Bedarda byl již od útlého věku značný zájem jako o budoucí jedničku v draftu NHL, což se ještě urychlilo tím, že mu byl udělen výjimečný status pro hraní ve WHL. Dva roky před draftem NHL v roce 2023 se hodně mluvilo o jeho přednostech ve srovnání s ruským křídelníkem Matvejem Mičkovem, který byl rovněž považován za začínající velký talent se stejným počátečním nárokem na draft. Po jejich soubojích v národních týmech jejich zemí na mistrovství světa do 18 let v roce 2021 a neúspěšném úvodním ročníku mistrovství světa juniorů v roce 2022 mnozí v médiích naznačovali, že mezi nimi vznikne kariérní rivalita srovnatelná s tou mezi ruskou jedničkou draftu 2004 Alexandrem Ovečkinem a kanadskou jedničkou draftu 2005 Sidneym Crosbym. Nicméně po Mičkovově podpisu víceletého prodloužení smlouvy s jeho klubem KHL SKA Petrohrad a geopolitické nejistotě vyplývající z ruské invaze na Ukrajinu se všeobecně předpokládalo, že Bedard bude vybrán jako první v draftu.
Když vstupoval do draftu jako konsenzuální volba na první místo, většina debat kolem Bedardovy budoucnosti se týkala toho, zda je oprávněně považován za "generační" talent, srovnatelný s Crosbym, Ovečkinem a Connorem McDavidem. Řada týmů NHL, zejména Chicago Blackhawks a Arizona Coyotes, prý otevřeně tankovala, prohrávala schválně zápasy, sezóny 2022/23 v naději na získání příznivých šancí v draftové loterii. První volbu v celkovém pořadí nakonec v loterii vyhráli Blackhawks, kteří se tak stali Bedardovou předpokládanou cílovou destinací. Deník Chicago Sun Times uvedl, že během hodiny a půl od oznámení výsledku loterie už Chicago prodalo sezónní permanentky v hodnotě 2,5 milionu dolarů.
V Nashvillu před draftem obdržel Bedard cenu E.J. McGuire Award of Excellence, kterou uděluje Centrální úřad skautingu NHL „kandidátovi, který je nejlepším příkladem odhodlání k dokonalosti prostřednictvím síly charakteru, soutěživosti a atletiky“.

### Chicago Blackhawks (2023–současnost)
28. června 2023 si Chicago Blackhawks vybrali Bedarda jako prvního hráče v draftu NHL v roce 2023. Po Patricku Kaneovi z roku 2007 se stal druhým prvním výběrem v historii Blackhawks a po Ryanu Nugent-Hopkinsovi z roku 2011 také druhým prvním výběrem v historii britské Kolumbie.
Bedard podepsal 17. července 2023, v den svých 18. narozenin, tříletou nováčkovskou smlouvu s Blackhawks. V NHL debutoval 10. října, kdy zaznamenal svůj první bod za asistenci při vítězství 4:2 nad Pittsburghem Penguins. Svůj první gól v NHL vstřelil 11. října v úvodní třetině zápasu s Bostonem Bruins (prohra 1:3). Jeho první dva zápasy v NHL se staly nejsledovanějšími hokejovými zápasy základní části na stanicích ESPN a TNT. 9. listopadu si Bedard připsal dva góly a dvě asistence při vítězství 5:3 nad Tampou Bay Lightning a stal se třetím nejmladším hráčem v historii NHL, který zaznamenal čtyřbodový zápas, nejmladším nováčkem od roku 1944 a také nejmladším hráčem v historii klubu Blackhawks, který zaznamenal vícególový zápas. 4. ledna 2024 byl Bedard vybrán, aby reprezentoval Blackhawks v NHL All-Star Game 2024. Stal by se tak nejmladším účastníkem All-Star v historii NHL, nicméně následující den utrpěl po hitu od obránce New Jersey Devils Brendana Smithe zlomeninu čelisti a po operaci byl na šest až osm týdnů zařazen na listinu zraněných hráčů. Kvůli zranění byl vyřazen ze soupisky pro All-Star Game, stihl se však objevit v dovednostní soutěži "One-Timers", kde přihrával puky Mathew Barzalovi, Nathanu MacKinnonovi a Davidu Pastrňákovi. 15. února 2024 se Bedard vrátil do hry a zaznamenal jednu asistenci při prohře 4:1 proti Penguins. 12. března si Bedard připsal pět bodů za gól a čtyři asistence a dovedl Blackhawks k výhře 7:2 nad Anaheimem Ducks. Sezonu zakončil s 22 góly a 61 body v 68 zápasech, čímž se stal nejproduktivnějším nováčkem NHL a také mu byla udělena Calder Memorial Trophy pro nejlepšího nováčka roku.

## Reprezentační kariéra

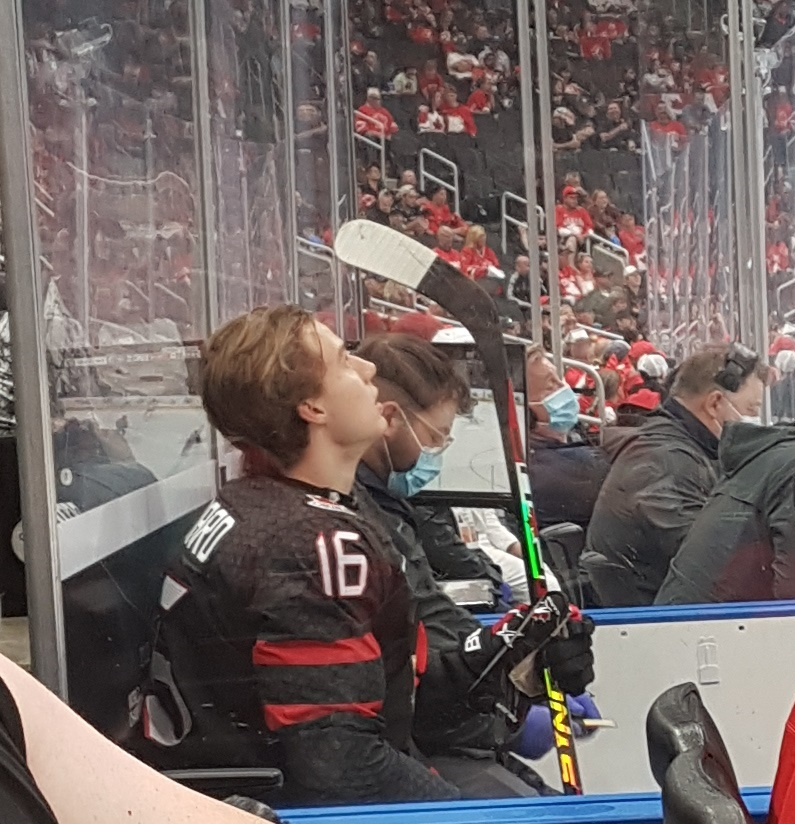
Bedard v dresu Kanady na Mistrovství světa juniorů 2022

V dubnu a květnu 2021 hrál Bedard za kanadskou mužskou hokejovou reprezentaci do 18 let na Mistrovství světa v ledním hokeji do 18 let 2021 ve Friscu v Texasu, kde získal zlatou medaili. V bodování turnaje skončil druhý a získal místo v mediálním all-star týmu.
12. prosince 2021 se Bedard stal sedmým šestnáctiletým mladíkem, kterého si vybral tým Kanady na Mistrovství světa juniorů v ledním hokeji. Původně byl třináctým útočníkem v sestavě, ale na konci prvního zápasu se dostal do první šestky. Bedard vstřelil čtyři góly při vítězství 11:2 nad týmem Rakouska, čímž překonal 44 let starý rekord Wayna Gretzkyho v počtu gólů šestnáctiletého hráče na šampionátu a vyrovnal celkový rekord týmu Kanady v počtu gólů v jednom zápase. Rozšíření varianty Omicron si poté vynutilo přerušení Mistrovství světa. Následně bylo oznámeni, že akce bude obnovena v srpnu 2022.
18. dubna 2022 byl Bedard nominován do kanadského týmu pro Mistrovství světa hráčů do 18 let v roce 2022 jako jediný hráč, který hrál i na předchozím šampionátu. Ve druhém zápase turnaje, při vítězství 8:3 nad Německem vstřelil hattrick, čímž překonal rekord bývalého spoluhráče Shanea Wrighta v počtu vstřelených branek týmu Kanady na turnaji a zároveň překonal rekord Mathewa Barzala v počtu kanadských bodů. Kanada vypadla ve čtvrtfinále po prohře s Finskem 5:6 po prodloužení, přičemž Bedard v utkání vstřelil dva góly. Později v létě, na obnoveném Mistrovství světa juniorů. hrál Bedard opět za Kanadu a svou střelou na sebe upoutal značnou pozornost. Během sedmi zápasů turnaje zaznamenal čtyři góly a čtyři asistence. S Kanadou získal zlato.
12. prosince 2022 byl Bedard nominován na Mistrovství světa juniorů 2023. Ve druhém utkání skupinové fáze proti Německu zaznamenal Bedard hattrick a čtyři asistence, čímž vyrovnal rekord čtyř dalších hráčů v počtu kanadských bodů v jednom utkání juniorského Mistrovství světa. Třemi góly se posunul na celkových dvanáct na juniorských Mistrovství světa, čímž se přiblížil na rozdíl dvou branek kanadskému rekordu Jordana Eberleho. Následující den vstřelil dva góly proti Rakousku, čímž rekord vyrovnal. Díky úvodnímu gólu ve čtvrtfinálovém zápase proti Slovensku se Bedard stal držitelem rekordu v počtu vstřelených branek a zároveň překonal 30 let starý kanadský rekord Erica Lindrose v počtu bodů na Mistrovství světa juniorů. Zároveň vytvořil nový světový rekord v počtu bodů na Mistrovství světa juniorů, který dosud držel český hráč Jaromír Jágr. Když byl stav utkání na konci základní hrací doby nerozhodný 3:3, Bedard nakonec rozhodl zápas v prodloužení poté, co se prosadil holí přes všechny tři slovenské hráče a kolem brankáře Adama Gajana.
Po skončení sezóny 2023/24 v NHL, kdy se Blackhawks nekvalifikovali do play-off Stanley Cupu 2024, přijal Bedard pozvánku k debutu v seniorské reprezentaci na Mistrovství světa 2024 IIHF.

## Statistiky

### Klubové statistiky
| Sezóna      | Klub                  | Soutěž       |    | Základní část | Základní část | Základní část | Základní část | Základní část |    | Play off | Play off | Play off | Play off | Play off |
| Sezóna      | Klub                  | Soutěž       | Z  | G             | A             | B             | TM            | Z             | G  | A        | B        | TM       |          |          |
| 2018/19     | West Van Academy Prep | CSSHL U15    | 30 | 64            | 24            | 88            | 22            | 4             | 5  | 2        | 7        | 2        |          |          |
| 2019/20     | West Van Academy Prep | CSSHL U18    | 36 | 43            | 41            | 84            | 32            | 1             | 1  | 1        | 2        | 0        |          |          |
| 2020/21     | HV71                  | J18 Region   | 1  | 1             | 1             | 2             | 0             | —             | —  | —        | —        | —        |          |          |
| 2020/21     | HV71                  | J20 National | 4  | 2             | 2             | 4             | 0             | —             | —  | —        | —        | —        |          |          |
| 2020/21     | Regina Pats           | WHL          | 15 | 12            | 16            | 28            | 6             | —             | —  | —        | —        | —        |          |          |
| 2020/21     | Regina Pats           | WHL          | 62 | 51            | 49            | 100           | 42            | —             | —  | —        | —        | —        |          |          |
| 2022/23     | Regina Pats           | WHL          | 57 | 71            | 72            | 143           | 62            | 7             | 10 | 10       | 20       | 8        |          |          |
| 2023/24     | Chicago Blackhawks    | NHL          | 68 | 22            | 39            | 61            | 28            | —             | —  | —        | —        | —        |          |          |
| NHL celkově | NHL celkově           | NHL celkově  | 68 | 22            | 39            | 61            | 28            | 0             | 0  | 0        | 0        | 0        |          |          |

### Reprezentace
| Rok                       | Tým                       | Soutěž                    | Z  | G  | A  | B  | TM |
| ------------------------- | ------------------------- | ------------------------- | -- | -- | -- | -- | -- |
| 2021                      | Kanada 18                 | MS-18                     | 7  | 7  | 7  | 14 | 2  |
| 2022                      | Kanada 18                 | MS-18                     | 4  | 6  | 1  | 7  | 4  |
| 2022*                     | Kanada 20                 | MS-20                     | 2  | 4  | 1  | 5  | 0  |
| 2022                      | Kanada 20                 | MS-20                     | 7  | 4  | 4  | 8  | 2  |
| 2023                      | Kanada 20                 | MS-20                     | 7  | 9  | 14 | 23 | 2  |
| 2024                      | Kanada                    | MS                        | 10 | 5  | 3  | 8  | 10 |
| Juniorská kariéra celkově | Juniorská kariéra celkově | Juniorská kariéra celkově | 27 | 30 | 27 | 57 | 10 |
| Seniorská kariéra celkově | Seniorská kariéra celkově | Seniorská kariéra celkově | 10 | 5  | 3  | 8  | 10 |

- Původní mistrovství světa juniorů 2022 bylo zrušeno kvůli pandemii covidu-19, nicméně body z tohoto turnaje se započítávaly.[78][74]